# St. Lioba (Mannheim-Käfertal)

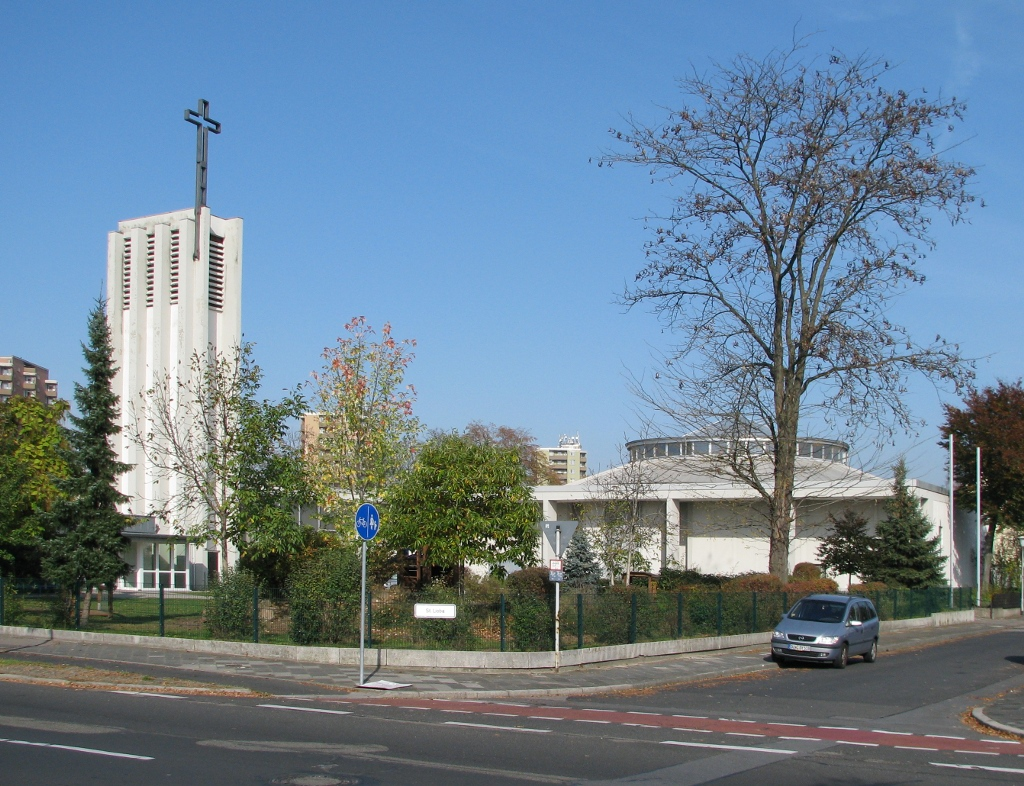
St. Lioba

St. Lioba ist eine katholische Kirche im Mannheimer Stadtteil Käfertal. Sie wurde zwischen 1960 und 1961 nach den Plänen der Architekten Richard Jörg und Herbert Zinser errichtet.

## Geschichte
Ab 1931 entstand zwischen Käfertal, Waldhof und Gartenstadt die Speckwegsiedlung und nördlich daran anschließend die Kuhbuckelsiedlung. Für die seelsorgerliche Betreuung der katholischen Einwohner waren anteilig die Pfarrer der Waldhöfer Kirche St. Franziskus und der Käfertaler Kirche St. Laurentius zuständig. Nach dem Zweiten Weltkrieg wuchs die Bevölkerung stark an, so dass 1950 mit den Vorbereitungen zur Gründung einer Pfarrei begonnen wurde. 1957 errichtete Erzbischof Eugen Seiterich die Pfarrkuratie St. Lioba. Für die Gottesdienste wurde zunächst ein Raum im gemeindeeigenen Kindergarten genutzt.
1960 wurde mit dem Bau der Kirche begonnen. Im Jahr darauf wurde sie fertiggestellt und benediziert und am 8. Juli 1962 von Weihbischof Karl Gnädinger konsekriert. 1969 erhob Erzbischof Hermann Schäufele St. Lioba zur eigenständigen Pfarrei. 2002 wurden die Gemeinden St. Lioba, St. Elisabeth und St. Franziskus zur Seelsorgeeinheit Mannheim-Waldhof-Gartenstadt zusammengeschlossen.

## Beschreibung

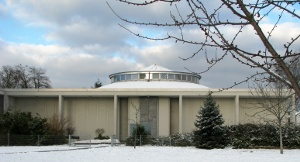
Frontansicht

Die Kirche wurde zugunsten eines Vorplatzes weit zurückgesetzt am Speckweg, einer vielbefahrenen Straße, erbaut. Trotz ihrer zur Erbauungszeit progressiven Architektur fügt sie sich mit ihrer relativ niedrigen Höhe in die Siedlung ein, die überwiegend aus zweigeschossigen Wohnbauten besteht.
Erst kurz zuvor waren die Richtlinien des Erzbistums Freiburg gelockert worden, die ein Langhaus vorgeschrieben hatten. Der Grundriss basiert auf einem Querrechteck, während das Innere auf konzentrischen Kreisen aufgebaut ist. Die radial angeordnete Bestuhlung umschließt mit einem Winkel von 165 Grad den kreisrunden Altarraum, womit die Forderungen der Liturgiereform des Zweiten Vatikanischen Konzils vorweggenommen wurden. Die Wirkung zum Zentrum hin wird noch gesteigert durch das flache Zylinderdach mit einem Oberlichtband über dem Altar. Die Betonglasfenster gestaltete der Ludwigshafener Künstler Ernst W. Kunz.
Der massive Glockenturm steht etwas abgesetzt von der Kirche. Das Geläut besteht aus fünf Glocken. Sie wurden 1992 gegossen und läuteten zuerst auf dem Katholikentag in Karlsruhe, ehe sie nach St. Lioba gebracht wurden.

## Gemeindeleben
Das letzte Wochenende im September ist jedes Jahr dem Gemeindefest – genannt Fest der Familie – gewidmet.
Die Kinder und Jugendlichen von St. Lioba können sich bei den Ministranten oder den nach Alter gestaffelten Pfadfindern engagieren.
Es gibt außerdem einen Kirchenchor, einen Kreis der Älteren, die Frauengemeinschaft, eine KAB-Gruppe, Kinderturnen und weitere Aktivitäten.
St. Lioba betreibt eine Partnerschaft mit St. Thérèse in Toulon, Frankreich, die seit mehr als 50 Jahren besteht und durch jährliche Besuche – meist um Christi Himmelfahrt – immer wieder erneuert wird.
Zu St. Lioba gehört auch ein Kindergarten mit Kinderkrippe.